# El perdedor (canción de Maluma)
«El perdedor» es una canción del cantante y Compositor colombiano Maluma de su álbum Pretty Boy, Dirty Boy. Sony Music Latin lo lanzó como el tercer sencillo del álbum el 9 de febrero de 2016. Dos versiones remix estaban disponibles para la compra; uno con el cantante puertorriqueño Yandel y el otro con versión EDM.

## Antecedentes
«El perdedor» fue seleccionado como el tercer sencillo de Pretty Boy, Dirty Boy debido a la gran demanda de los fanáticos de Maluma en las redes sociales. Fue enviado a las estaciones de radio el 9 de febrero de 2016. El 24 de junio de 2016, una versión remix con el cantante puertorriqueño Yandel estaba disponible para descarga digital. Maluma lanzó una versión EDM de la canción el 15 de julio de 2016. La canción se puso a la venta en iTunes Store el mismo día.

## Vídeo musical
Un video musical de la canción, dirigido por Jessy Terrero, se filmó en varios lugares de Los Ángeles a fines de marzo de 2016. Para promocionar el clip, Maluma volvió a publicar numerosos videos de los fanáticos de Dubsmash contestando el teléfono con la letra de apertura del tema en su perfil de Instagram antes de su lanzamiento. También publicó varias fotos de la sesión de video.

## Presentaciones en vivo
El 14 de julio de 2016, Maluma realizó una versión remix hip hop de la canción en los Premios Juventud 2016. La escena fue construida para emular las calles New York City de los años 80 y Maluma apareció bailando acompañado por un grupo de bailarines; más tarde, apareció otro grupo de bailarinas durante el cual los dos grupos tuvieron un baile.

## Posicionamiento en listas
| Listas (2016)                     | Mejor posición |
| --------------------------------- | -------------- |
| Colombia (National-Report)        | 1              |
| México Airplay (Billboard)        | 1              |
| Estados Unidos (Hot Latin Songs)  | 4              |
| Estados Unidos (Latin Pop Songs)  | 4              |
| Estados Unidos (Tropical Airplay) | 6              |

## Certificaciones
| País (organismo certificador) | Certificación               | Unidades certificadas |
| ----------------------------- | --------------------------- | --------------------- |
| España (PROMUSICAE)           | 2× Platino                  | 80 000                |
| Italia (FIMI)                 | Oro                         | 25 000                |
| México (AMPROFON)             | Diamante + 2x Platino + Oro | 450 000               |